# Гаякарна
Гаякарна (д/н — 1153) — магараджахіраджа держави Чеді-Дагали у 1123—1153 роках.

## Життєпис
Походив з династії Калачура. Син Яшагкарни. 1123 року спадкував трон. 1129/1130 року почалася війна з Мадана-варманом, магараджею Чандела. Війська останнього захопили північну частину сучасного Багелкханду. За умовами миру втратив частину території на користь Маданавармана. Цим скористався Ратнадева II Калачура, магараджа Ратнапура, що остаточно здобув незалежність. Гаякарна відправив армію, щоб приборкати того, але вона зазнала поразки.
Гаякарна одружився з Алханадевою, донькою Віджаясімхи Гухілота, раджи Мевару, яка водночас була онукою Удаядітьї Парамари, маграджи Малави. Це призвело до укладання союзу між Чеді-Дагапою, Малавою і Меваром, що суттєво зміцнило станогвище Гаякарни. Завдяки цьому він зумів стабілізувати зовнішні загрози та припинити зменшення підвладних володінь.
Під впливом дружини все більше підтримку став надавати шиваїстській секті Пашупата, підтримуючи грошима та надаючи землі під монастирі.
Помер 1153 року. Йому спадкував старший син Нарасімхадева.